# Hebdomophruda
Hebdomophruda là một chi bướm đêm thuộc họ Geometridae.